# Ane Appelkvist Stenseth
Ane Appelkvist Stenseth (* 2. März 1995) ist eine norwegische Skilangläuferin.

## Werdegang
Stenseth, die für den Grong Il startet, nahm von 2011 bis 2015 vorwiegend an Juniorenrennen teil. Ihr erstes Rennen im Scandinavian-Cup lief sie im Dezember 2012 in Sjusjøen, welches sie auf dem 101. Platz im Sprint beendete. Seit 2015 nimmt sie an FIS-Rennen und am Scandinavian-Cup teil. In der Saison 2018/19 erreichte sie mit dem sechsten Platz im Sprint in Östersund und den vierten Rang im  Sprint in Vuokatti ihre ersten Top-Zehn-Platzierungen im Scandinavian-Cup. Ihr Debüt im Skilanglauf-Weltcup hatte sie im Januar 2019 in Dresden. Dort holte sie mit dem 17. Platz im Sprint ihre ersten Weltcuppunkte. Im selben Monat erreichte sie in Otepää mit dem achten Platz im Sprint ihre erste Top-Zehn-Platzierung im Weltcup. Es folgten zwei Weltcupergebnisse unter den ersten Zehn und zum Saisonende den 43. Platz im Gesamtweltcup und den 19. Rang im Sprintweltcup. In der Saison 2020/21 errang sie den 54. Platz beim Ruka Triple und wurde bei den Nordischen Skiweltmeisterschaften in Oberstdorf Fünfte im Sprint.

## Siege bei Continental-Cup-Rennen
| Nr. | Datum           | Ort    | Disziplin               | Serie            |
| --- | --------------- | ------ | ----------------------- | ---------------- |
| 1.  | 12. Januar 2014 | Otepää | 1,5 km Sprint klassisch | Scandinavian Cup |

## Platzierungen im Weltcup

### Weltcup-Statistik
Die Tabelle zeigt die erreichten Platzierungen im Einzelnen.
- 1.–3. Platz: Anzahl der Podiumsplatzierungen
- Top 10: Anzahl der Platzierungen unter den ersten zehn
- Punkteränge: Anzahl der Platzierungen innerhalb der Punkteränge
- Starts: Anzahl gelaufener Rennen in der jeweiligen Disziplin
- Hinweis: Bei den Distanzrennen erfolgt die Einordnung gemäß FIS.

| Platzierung               | Distanzrennen a | Distanzrennen a | Distanzrennen a | Distanzrennen a | Distanzrennen a | Skiathlon Verfolgung | Sprint | Etappen- rennen b | Gesamt | Team   | Team    |
| Platzierung               | ≤ 5 km          | ≤ 10 km         | ≤ 15 km         | ≤ 30 km         | > 30 km         | Skiathlon Verfolgung | Sprint | Etappen- rennen b | Gesamt | Sprint | Staffel |
| ------------------------- | --------------- | --------------- | --------------- | --------------- | --------------- | -------------------- | ------ | ----------------- | ------ | ------ | ------- |
| 1. Platz                  |                 |                 |                 |                 |                 |                      |        |                   |        |        |         |
| 2. Platz                  |                 |                 |                 |                 |                 |                      |        |                   |        |        |         |
| 3. Platz                  |                 |                 |                 |                 |                 |                      |        |                   |        |        |         |
| Top 10                    |                 |                 |                 |                 |                 |                      | 13     |                   | 13     | 3      |         |
| Punkteränge               |                 |                 |                 |                 |                 |                      | 45     |                   | 45     | 3      |         |
| Starts                    |                 | 6               |                 |                 |                 | 2                    | 51     | 2                 | 61     | 3      |         |
| Stand: Saisonende 2024/25 |                 |                 |                 |                 |                 |                      |        |                   |        |        |         |

### Weltcup-Gesamtplatzierungen
| Saison  | Gesamt | Gesamt | Sprint | Sprint |
| Saison  | Punkte | Platz  | Punkte | Platz  |
| ------- | ------ | ------ | ------ | ------ |
| 2018/19 | 165    | 43.    | 165    | 19.    |
| 2019/20 | 168    | 38.    | 168    | 15.    |
| 2020/21 | 77     | 52.    | 77     | 21.    |
| 2021/22 | 91     | 50.    | 91     | 27.    |
| 2022/23 | 620    | 33.    | 620    | 10.    |
| 2023/24 | 286    | 53.    | 286    | 27.    |
| 2024/25 | 381    | 48.    | 381    | 18.    |